# غابرييل ميشيل
غابرييل ميشيل هو لاعب كرة قدم هايتي، ولد في 12 أكتوبر 1973.